# 1865 en Bretagne
 Chronologie de la Bretagne
- 1861
- 1862
- 1863
- 1864
- 1865
- 1866
- 1867
- 1868
- 1869

Cette page recense des événements qui se sont produits durant l'année 1865 en Bretagne.